# Ighil N'Oumgoun
Ighil N'Oumgoun är en kommun i Marocko.   Den ligger i provinsen Tinghir och regionen Drâa-Tafilalet, 280 km söder om huvudstaden Rabat. Antalet invånare är 19 182.